# Ängebytjärnet
Ängebytjärnet är en sjö i Åmåls kommun i Dalsland och ingår i Göta älvs huvudavrinningsområde. Sjön har en area på 0,115 kvadratkilometer och ligger 140,3 meter över havet.

## Delavrinningsområde
Ängebytjärnet ingår i det delavrinningsområde (655346-130912) som SMHI kallar för Inloppet i Knarrbysjön. Medelhöjden är 164 meter över havet och ytan är 10,22 kvadratkilometer. Det finns ett avrinningsområde uppströms, och räknas det in blir den ackumulerade arean 38,39 kvadratkilometer. Snäcke kanal (Knarrbyån) som avvattnar avrinningsområdet har biflödesordning 3, vilket innebär att vattnet flödar genom totalt 3 vattendrag innan det når havet efter 194 kilometer. Avrinningsområdet består mestadels av skog (80 procent). Avrinningsområdet har 0,7 kvadratkilometer vattenytor vilket ger det en sjöprocent på 6,9 procent.